# Rada pěti set

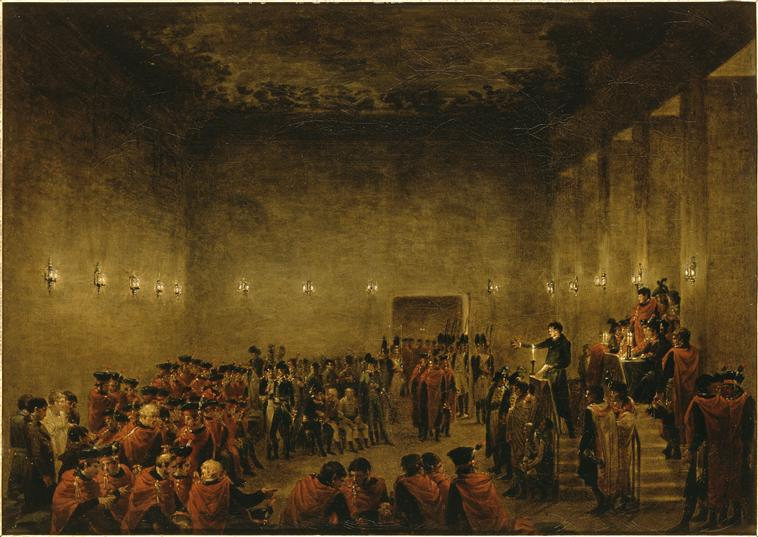
Brumairový převrat v Radě pěti set

Rada pěti set (francouzsky Conseil des Cinq-Cent) byla dolní komora francouzského parlamentu v období Velké francouzské revoluce a tedy jedním z předchůdců dnešního Národního shromáždění. Působila od nástupu Direktoria v roce 1795 do vlády Konzulátu na konci roku 1799. Horní komora se nazývala Rada starších (Conseil des Anciens)

## Historie
Omezení volebního práva, které přinesla ústava z roku 1795, bylo nutné, aby se parlamentní většina případně nedostala do protikladu k Direktoriu. Nejasný vztah kompetencí mezi parlamentem a vládou byl faktorem politické nestability. Po volbách v roce 1797 v parlamentu posílili monarchisté. Následkem toho proběhl Fructidorský převrat a vznik triumvirátu okolo Paula de Barasse a odstranění monarchistů z parlamentu. Další zákrok následoval 11. května 1798, když byli jakobíni a pravice nahrazeni umírněnými poslanci. Po návratu z egyptského tažení Napoleon a jeho spojenci začali s přípravou dalšího převratu. Důležitým faktorem byla volba jeho bratra Luciena Bonaparta za předsedu Rady pěti set. Odpor členů Rady pěti set proti brumairovému převratu zlomil Lucien Bonaparte vojenskými oddíly, které vyklidily jednací sál. Později část poslanců odhlasovala změnu ústavy a zavedení Konzulátu.

## Volební právo
Ústava z roku 1795 stanovovala jako reakci na předchozí období Hrůzovlády omezené volební právo. Byla zavedena nepřímá volba voliteli. V souvislosti s volebním cenzem klesl počet oprávněných voličů ze sedmi na pět miliónů mužských občanů. Pasivní volební právo bylo rovněž omezeno na malou skupinu nejvýše zdaněných.
Volební období bylo tříleté, přičemž se každý rok obnovila jedna třetina poslanců, jejichž místa byla obsazena podle nových voleb.

## Složení
Parlament měl celkem 750 míst. Z toho pocházelo 711 zástupců z kontinentální Francie a zbytek z kolonií. Ze zvolených poslanců byli ti, kteří byli starší 40 let, ženatí nebo ovdovělí, jmenováni do Rady starších. Tato komora měla 250 členů a očekával se od ní zmírňující vliv na dolní komoru Radu pěti set.

## Kompetence
Zákonodárné právo bylo u obou komor oddělené. Rada pěti set měla právo zákonodárné iniciativy a Rada starších mohla návrhy zákonů odsouhlasit nebo zamítnout.
Obě komory působily také na obsazení exekutivního orgánu – Direktoria. Rada pěti set navrhovala direktory a Rada starších je poté volila.

## Vztah k vládě
Zákonodárná a výkonná moc byly přísně odděleny. Členové Direktoria nesměli být členy parlamentu. Direktorium se nesmělo účastnit zasedání parlamentu. Nemělo také právo k jeho rozpuštění nebo odročení. Oproti tomu neměli poslanci žádný vliv na rozhodnutí vlády.